# Warner Records
Warner Records Inc. (ранее Warner Bros. Records Inc.) — американский звукозаписывающий лейбл, принадлежащий Warner Music Group со штаб-квартирой в Лос-Анджелесе, Калифорния. Он был основан в 1958 году как музыкальное подразделение американской киностудии Warner Bros., и был одним из группы лейблов, принадлежащих и управляемых более крупными материнскими корпорациями на протяжении большей части своего существования. Последовательность компаний, контролировавших Warner Bros. и связанные с ней лейблы, эволюционировала через запутанную серию корпоративных слияний и поглощений с начала 1960-х до начала 2000-х гг. За этот период Warner Bros. Records выросла из второстепенного в один из крупнейших звукозаписывающих лейблов в мире.
Известные артисты, которые сотрудничали с Warner Records: Мадонна, Принс, Шер, Ван Хален, Анитта, Элис Купер, Кайли Миноуг, Кимбра, Goo Goo Dolls, Шерил Кроу, Gorillaz, Адам Ламберт, Бетт Мидлер, Grateful Dead, Blur, Duran Duran, Deep Purple, Fleetwood Mac, Лиам Галлахер, Fleet Foxes, Джеймс Тейлор, Лили Аллен, Tegan and Sara, Дуа Липа, Джоджо, Linkin Park, Muse, Джордж Бенсон, Найл Роджерс, Блэк Саббат, Red Hot Chili Peppers, The Black Keys, Mr. Bungle, Регина Спектор, Pendulum, My Chemical Romance, NLE Choppa, Мак Миллер и Ким Джису.